# Bocad-3D
bocad-3D — одна из первых 3D-CAD программ для проектирования деревянных и металлоконструкций. Позволяет конструктору в сжатые сроки и с большой точностью выполнять очень сложные проекты зданий и сооружений. После создания 3D-модели простановка номеров позиций, создание чертежей и спецификаций происходит в автоматическом режиме. Большое количество интерфейсов позволяет передавать данные из программы в другие приложения (DXF-2D, DXF-3D, DWG, DBF, XML, PDMS, SDNF, SDS/2 и др.). Интерфейс NC-DSTV предоставляет пользователям возможность получения файлов для станков ЧПУ.

## Языки программы
- немецкий
- английский
- русский
- венгерский
- голландский
- испанский
- итальянский
- польский
- португальский
- французский